# Horiana Brănișteanu
Horiana Brănișteanu (* 18. Oktober 1942 in Galați) ist eine rumänische Opernsängerin (Sopran) und Universitätsprofessorin am Mozarteum in Salzburg. Sie besitzt die schweizerische und die österreichische Staatsbürgerschaft.

## Leben
Horiana Brănișteanu beendete ihre Schulausbildung 1960 mit Erlangen des Abiturs in Bukarest. In den folgenden fünf Jahren studierte sie Gesang und Gesangspädagogik an der Musikhochschule Ciprian Porumbescu in Bukarest. Dieses Studium beendete sie 1965 mit dem Doppel-Staatsexamen als Opern- und Konzertsängerin. Von 1965 bis 1972 absolvierte sie ein Privatstudium in Gesangspädagogik bei Elsa Chioreanu. In dieser Zeit trat sie in Bukarest regelmäßig vor Publikum auf. Ihre internationale Karriere nahm ihren Anfang beim Internationalen Gesangswettbewerb in ’s-Hertogenbosch (Holland), wo sie 1971 den 1. Preis gewann. Es folgten Preise beim Francisco Viñas-Wettbewerb 1971 in Barcelona, und 1973 in Rio de Janeiro der Preis Enrico Caruso für die schönste Stimme. 
Ihr Repertoire umfasst 36 Opernpartien sowie etliche Oratorien, Kantaten und Sinfonien. Ihr Stimmfach reichte vom jugendlich-dramatischen Sopran bis zum Fach der dramatischen Koloratur. Brănișteanu wirkte u. a. bei den Luzerner Festspielen 1974, Glyndebourne Festival 1977, Ludwigsburger Festspielen 1981, Wexford Festival 1973, Athener Festspielen 1979, bei den Münchner Opernfestspielen 1978 und bei den Zürcher Festspielen 1980 und 1981 mit. Von 1974 an war sie 10 Jahre Sopransolistin im 1. Fach an der Deutschen Oper am Rhein in Düsseldorf und Duisburg. Von 1986 bis 1992 war sie Lehrbeauftragte für Gesang, Gesangspädagogik und Repertoirekunde am Mozarteum in Innsbruck. Von 1992 bis 1995 übte sie eine Gastprofessur für Sologesang am Mozarteum in Salzburg aus. Seit 1995 ist sie als ordentliche Professorin für Gesang und Praktische Stimmkunde am Mozarteum in Salzburg tätig. Horiana Brănișteanu gibt Meisterkurse für Gesang in Ägypten, Italien sowie in Rumänien. Gesangsworkshops für Amateure gab sie in der Schweiz (Luzern), in Österreich (Innsbruck) und in Deutschland (Ebenhausen). Des Weiteren ist sie als Jury-Mitglied bei internationalen Musikwettbewerben tätig.

## Diskografie
- DVD: Don Giovanni, Produktion im Rahmen des Glyndebourne Festival 1977 Leitung: Bernard Haitink
- CD:  Die Schöpfung, Leitung: Armin Jordan, erschienen 1984 bei ERATO
- CD:  Il trovatore  (Live-Gesamtaufnahme), Leitung: Alberto Erede aus der Deutschen Oper am Rhein/Düsseldorf  erschienen bei Bueffor Medien GmbH.